# Jaume Marxuach i Flaquer
Jaume Marxuach i Flaquer   (Barcelona, 1906 - Calella, 22 d'abril de 1966) fou un advocat, escriptor i erudit català.

## Biografia
Fill de Josep Marxuach i Solo metge de professió (+ 23 juliol 1907) i de Lluïsa Flaquer i Barraquer (+ 1964) queda orfe de pare de molt petit. Era una persona que sempre s'havia interessat per la història del poble. Ha estat considerat cronista oficial de la vila de Calella i investigador de la seva història, amb nombrosos estudis i publicacions relacionades. Va ser militant de la Lliga Catalana, va col·laborar amb la revista Recull de Blanes fins que el 1933 es va crear el prestigiós setmanari Cap-Aspre, una publicació que sempre va treballar a favor del catalanisme. Jaume Marxuach va deixar Calella el 1936, al començar la Guerra Civil espanyola. Va ser detingut a Barcelona. Tres anys més tard va tornar a Calella. Al setembre de 1946 va fundar la revista periòdica Estela, que es va publicar fins a l'any 2012. Al marge de tot això, Marxuach va fundar la secció excursionista de Calella, el cercle filatèlic i el Museu Arxiu Municipal. L'any 1940 va reprendre la tradició de fer l'aplec de la Sardana, que s'havia perdut durant la guerra.

## Obres recopilades
- Calella típica II : pàgines viscudes calellenques - Josep Andreu i Gay, Josep Esteve Bartrina i Vilaró, Jaume Marxuach i Flaquer; recopilació de Lluis Campeny i Coll.